# Clara Hughes
Clara Hughes (ur. 27 września 1972 w Winnipeg) – kanadyjska łyżwiarka szybka i kolarka szosowa.

## Kariera

### Kolarstwo
Rozpoczęła karierę sportową jako łyżwiarka, ale w 1990 roku zaczęła zajmować się kolarstwem. Pierwszy sukces osiągnęła podczas igrzysk panamerykańskich w Hawanie w 1991 roku, gdzie zdobyła srebrny medal w indywidualnym wyścigu na dochodzenie. Na rozgrywanych cztery lata później szosowych mistrzostwach świata w Duitmaie była druga w indywidualnej jeździe na czas, przegrywając tylko z Francuzką Jeannie Longo. Podczas letnich igrzysk olimpijskich w Atlancie w 1996 roku wywalczyła dwa brązowe medale: w wyścigu klasycznym i w jeździe indywidualnej na czas. W pierwszym przypadku lepsze były tylko Jeannie Longo i Włoszka Imelda Chiappa, a w drugim wyprzedziły ją Rosjanka Zulfija Zabirowa i ponownie Jeannie Longo. Cztery lata później, podczas letnich igrzysk w Sydney jej najlepszym wynikiem było szóste miejsce w jeździe na czas. W tej samej konkurencji była też piąta na igrzyskach w Londynie dwanaście lat później. W 2002 roku zdobyła również złoto w jeździe na czas i brąz w wyścigu punktowym podczas igrzysk Wspólnoty Narodów w Manchesterze. Wielokrotnie zdobywała medale mistrzostw kraju, w tym siedem złotych.

### Łyżwiarstwo
Pierwszy sukces na lodzie osiągnęła w 2002 roku, zdobywając brązowy medal dystansie 5000 m podczas igrzysk olimpijskich w Salt Lake City. W zawodach tych wyprzedziły ją jedynie Niemka Claudia Pechstein oraz Gretha Smit z Holandii. Na rozgrywanych rok później dystansowych mistrzostwach świata w Berlinie była druga za Pechstein na tym samym dystansie oraz czwarta na 3000 m. W biegu na 5000 m zdobyła też złoty medal podczas dystansowych mistrzostw świata w Seulu w 2004 roku oraz brązowy na rozgrywanych rok później mistrzostwach świata w Inzell. W Inzell zdobyła też srebrny medal w biegu drużynowym wspólnie z Kristiną Groves i Cindy Klassen. W 2006 roku wzięła udział w igrzyskach olimpijskich w Turynie, zdobywając złoto na dystansie 5000 m i srebro w biegu drużynowym. Na igrzyskach w Vancouver w 2010 roku była trzecia na swym koronnym dystansie. Przegrała tam tylko z Czeszką Martiną Sáblíkovą i Niemką Stephanie Beckert. W międzyczasie zdobyła też srebrne medale w biegach na 5000 podczas dystansowych mistrzostw świata w Nagano w 2008 roku i mistrzostw świata w Richmond rok później. Kilkakrotnie stawała na podium zawodów Pucharu Świata, odnosząc przy tym trzy zwycięstwa indywidualne i dwa drużynowe. Najlepsze rezultaty osiągała w sezonie 2002/2003, kiedy była druga w klasyfikacji końcowej 3000 m/5000 m.
Jest czwartą osobą i drugą kobietą w historii (po Chriście Rothenburger), która zdobyła medale na letnich i zimowych igrzyskach olimpijskich.